# Vladimir Naumovič Naumov
Vladimir Naumovič Naumov (in russo Влади́мир Нау́мович Нау́мов?; Leningrado, 6 dicembre 1927 – Mosca, 29 novembre 2021) è stato un regista sovietico.

## Filmografia parziale
- Come fu temprato l'acciaio (Pavel Korchagin), codiretto con Aleksandr Aleksandrovič Alov (1956)
- Veter (1958)
- Moneta (1962)
- Nido di spie (Teheran 43) (1981)